# Kim Sung-joo
Kim Sung-joo (nascido em 16 de fevereiro de 1994) é um cantor e ator sul-coreano. Kim debutou como membro do grupo sul-coreano-chinês Uniq em 2014. Kim fez seu debut televisivo no romântico drama chinês Magical Space-time (2016) e seu debut em filmes em MBA Partners (2016). Ele é mais conhecido pelos papéis coadjuvantes em Live Up to Your Name (2017) e My Secret Terrius (2018).

## Carreira

### Pré-Debut
Ele era originalmente um trainee da YG Entertainment. Mais tarde, ele se juntou ao UNIQ debut team e continuou a treinar na YG Entertainment. É porque o Uniq foi treinado cooperativamente pela Yuehua e pela YG. Consequentemente, ele treinou na YG por 5 anos no total antes do seu debut.

### 2014: A Carreira Começa
Kim debutou em 2014 com o grupo sul-coreano-chinês Uniq com a canção "Falling In Love".
Kim promoveu com o Uniq por alguns anos, onde ele iniciou sua carreira como ator em 2016, junto de os membros do grupo no filme chinês MBA Partners, onde Kim e Wang Yibo faziam os papéis principais, enquanto Yixuan, Wenhan e Seungyoun fizeram aparições especiais.
Kim então estrelou no drama chinês Magical Space-time, antes do seu segundo filme Kill Me Please.

### 2017-Presente: Popularidade crescente com papéis coadjuvantes
Kim foi escalado para o elenco de The Liar and His Lover onde ele fez o papel de "Yoo Si-hyun", o líder e vocalista da banda popular "Crude Play" na série. Ele também estrelou no drama Live Up To Your Name da TvN.
Em Setembro de 2018, foi anunciado que Kim iria fazer parte do drama My Secret Terrius da MBC, onde ele faria o papel de Ra Do-woo, um hacker gênio que é rebelde.
Sungjoo se alistou para seu serviço militar obrigatório em 9 de março de 2020.

## Discografia
| Data       | ´´album                              | Título                           | Cantores                    |
| 21.06.2016 | 《Flying at Night》                  | Flying at Night (Versão chinesa) | "SunDuck" OST               |
| 03.04.2017 | 《The Liar and His Lover OST》Part 3 | 괜찮아 난, Peterpan              | Crude Play (Banda no Drama) |
| 25.04.2017 | 《The Liar and His Lover OST》Part 7 | In Your Eyes                     | Crude Play (Banda no Drama) |
| 06.1.2017  | 《Act.1》                            | B1                               | 11호 Feat Sung-joo          |
| 08.05.2018 | 《You Drive Me Crazy OST》           | 미치겠다 (Crazy)                 |                             |
| 10.05.2018 | 《White chocolate 》                 | White chocolate                  | SS Feat Sung-joo            |
| 05.08.2018 | 《꿀》                               | 꿀                               | Apollo,11호,Ekko,Sung-joo   |
| 09.10.2019 |                                      | No Plan                          | O.A Crew, Sung-Joo          |
| 18.10.2019 | 你懂好就好了                         | 你懂好就好了                     | Kim Sungjoo                 |

## Filmografia

### Filmes
| Ano  | Título            | Papel | Notas |
| ---- | ----------------- | ----- | ----- |
| 2016 | MBA Partners      | Lucas |       |
| 2017 | Kill Me Please    | Bryan |       |
| 2019 | Step Up 6 (China) |       |       |

### Séries de Televisão
| Ano  | Título                 | Papel         | Rede                      | Ref.   |
| ---- | ---------------------- | ------------- | ------------------------- | ------ |
| 2016 | Magical Space-time     | Peng Zhendong | Hunan Broadcasting System |        |
| 2017 | The Liar and His Lover | Yoo Si-hyun   | TvN                       | [ 10 ] |
| 2017 | Live Up to Your Name   | Kim Min-jae   | TvN                       |        |
| 2018 | You Drive Me Crazy     | Yoon Hee-nam  | MBC                       | [ 11 ] |
| 2018 | My Secret Terrius      | Ra Do-woo     | MBC                       | [ 12 ] |

### Show de Televisão
| Ano  | Título                   | Papel           | Rede | Ref.   |
| ---- | ------------------------ | --------------- | ---- | ------ |
| 2016 | Youth Over Flowers China | Parte do elenco |      | [ 13 ] |